# イワン・リンク
イワン・アレクサンドロヴィッチ・リンク（ロシア語: Иван Александрович Ринк、1886年 - 1938年3月15日）は、ソビエト連邦の軍人、職業的諜報員。師団長。ラトビア人。大粛清において陰謀の嫌疑をかけられ、刑死した。

## 経歴
クールランド県出身。1910年、ヴィリニュス軍事学校を卒業し、ロシア帝国軍に入隊。陸軍大尉として第一次世界大戦に従軍し、1919年までドイツ軍の捕虜とされた。
1919年、労農赤軍に入隊し、狙撃連隊長となる。1920年。打撃・火力旅団長として東部戦線、北タヴリア、クリミアで戦った。1922年、第48トヴェリ師団の副師団長。
1924年～1926年、駐アフガニスタン駐在武官（労農赤軍参謀本部情報局支局長）。1926年、労農赤軍参謀本部第4（情報）局副課長。1929年～1930年、再び駐アフガニスタン駐在武官。
1931年、労農赤軍参謀本部第4局対外関係課長となり、フルンゼ名称軍事アカデミー東洋学部長を兼任した。1932年～1937年、駐日駐在武官（第4局支局長）。
1937年10月7日、逮捕。1938年3月15日、軍の陰謀への関与で死刑を言い渡され、同日銃殺。
1956年6月30日、名誉回復。

## パーソナル
ロシア帝国から三等及び四等聖アンナ勲章、三等及び四等聖スタニスラフ勲章、ソ連からは赤旗勲章を授与された。
妻のマリヤ・コンスタンチノヴナ（ロシア語: Мария Константиновна）も、1938年5月に逮捕され、強制収容所8年を言い渡された。アクモリンスキー収容所に服役し、1946年～1950年代半ばまでは、アラリスク市に行政追放されていた。